# Álex Quiñónez
Álex Leonardo Quiñónez Martínez (Esmeraldas, 11 agosto 1989 – Guayaquil, 22 ottobre 2021) è stato un velocista ecuadoriano, primatista nazionale nei 100, 200 e 400 metri piani e nella staffetta 4×400 metri.

## Biografia
Rappresentò l'Ecuador ai Giochi olimpici estivi di Londra 2012, classificandosi settimo nei 200 metri piani.
Ai campionati del mondo di Doha 2019 vinse la medaglia di bronzo nella specialità dei 200 m piani con il tempo di 19"98, classificandosi alle spalle dello statunitense Noah Lyles, oro con 19"83, e del canadese Andre De Grasse, argento con 19"95.
Nel luglio 2021 venne sanzionato con un anno di squalifica per non essersi reso disponibile per tre volte a un controllo antidoping, non potendo così partecipare ai Giochi olimpici di Tokyo.
Il 22 ottobre 2021, all'età di trentadue anni, fu assassinato con colpi d'arma da fuoco a Guayaquil, mentre si trovava per strada con un'altra persona.

## Record nazionali

### Seniores
- 60 metri piani indoor: 6"66 ( Gallur, 8 febbraio 2019)
- 100 metri piani: 10"09 (+2,0 m/s) ( Medellín, 25 maggio 2013)
- 200 metri piani: 19"87 (-0,1 m/s) ( Losanna, 5 luglio 2019)
- 200 metri piani indoor: 21"12 ( San Sebastián, 2 febbraio 2019)
- 400 metri piani: 46"28 ( Braga, 29 giugno 2019)
- Staffetta 4×400 metri: 3'09"48 ( Barquisimeto, 10 giugno 2012) (Emerson Chala, Lenin Flores, Jhon Tamayo, Álex Quiñónez)

## Palmarès
| Anno | Manifestazione             | Sede         | Evento      | Risultato  | Prestazione | Note                                 |
| ---- | -------------------------- | ------------ | ----------- | ---------- | ----------- | ------------------------------------ |
| 2011 | Campionati sudamericani    | Buenos Aires | 200 m piani | Batteria   | 21"57       |                                      |
| 2011 | Campionati sudamericani    | Buenos Aires | 4×100 m     | 5º         | 41"90       |                                      |
| 2011 | Giochi panamericani        | Guadalajara  | 200 m piani | 6º         | 20"86       |                                      |
| 2011 | Giochi panamericani        | Guadalajara  | 4×100 m     | 5º         | 39"76       | Record nazionale                     |
| 2012 | Campionati ibero-americani | Barquisimeto | 100 m piani | Oro        | 10"33       |                                      |
| 2012 | Campionati ibero-americani | Barquisimeto | 200 m piani | Oro        | 20"34       | Record nazionale                     |
| 2012 | Campionati ibero-americani | Barquisimeto | 4×100 m     | Bronzo     | 40"83       |                                      |
| 2012 | Campionati ibero-americani | Barquisimeto | 4×400 m     | 5º         | 3'09"48     | Record nazionale                     |
| 2012 | Giochi olimpici            | Londra       | 200 m piani | 7º         | 20"57       |                                      |
| 2013 | Campionati sudamericani    | Cartagena    | 100 m piani | Oro        | 10"22       |                                      |
| 2013 | Campionati sudamericani    | Cartagena    | 200 m piani | Oro        | 20"44       |                                      |
| 2013 | Campionati sudamericani    | Cartagena    | 4×100 m     | 4º         | 40"11       |                                      |
| 2013 | Campionati sudamericani    | Cartagena    | 4×400 m     | 4º         | 3'15"61     |                                      |
| 2013 | Mondiali                   | Mosca        | 100 m piani | Batteria   | 10"50       |                                      |
| 2013 | Mondiali                   | Mosca        | 200 m piani | Semifinale | 20"55       |                                      |
| 2013 | Giochi bolivariani         | Trujillo     | 100 m piani | Oro        | 10"52       |                                      |
| 2013 | Giochi bolivariani         | Trujillo     | 200 m piani | Oro        | 20"47       | Record dei Giochi                    |
| 2013 | Giochi bolivariani         | Trujillo     | 4×100 m     | Argento    | 39"62       |                                      |
| 2013 | Giochi bolivariani         | Trujillo     | 4×400 m     | Bronzo     | 3'12"19     |                                      |
| 2014 | Giochi sudamericani        | Santiago     | 100 m piani | Bronzo     | 10"39       |                                      |
| 2014 | Giochi sudamericani        | Santiago     | 200 m piani | Argento    | 20"66       |                                      |
| 2014 | Giochi sudamericani        | Santiago     | 4×100 m     | 5º         | 40"41       |                                      |
| 2015 | Campionati sudamericani    | Lima         | 100 m piani | Argento    | 10"43       |                                      |
| 2015 | Campionati sudamericani    | Lima         | 200 m piani | Oro        | 20"76       |                                      |
| 2015 | Campionati sudamericani    | Lima         | 4×100 m     | Oro        | 39"94       |                                      |
| 2015 | Giochi panamericani        | Toronto      | 200 m piani | Semifinale | 20"81       |                                      |
| 2015 | Mondiali                   | Pechino      | 200 m piani | Batteria   | dq          |                                      |
| 2017 | Campionati sudamericani    | Asunción     | 4×100 m     | 4º         | 40"61       |                                      |
| 2018 | Giochi sudamericani        | Cochabamba   | 100 m piani | Argento    | 10"09       |                                      |
| 2018 | Giochi sudamericani        | Cochabamba   | 200 m piani | Oro        | 19"93       | Record dei Giochi · Record nazionale |
| 2019 | World Relays               | Yokohama     | 4×200 m     | Batteria   | 1'27"22     |                                      |
| 2019 | Giochi panamericani        | Lima         | 200 m piani | Oro        | 20"27       |                                      |
| 2019 | Mondiali                   | Doha         | 200 m piani | Bronzo     | 19"98       |                                      |
| 2021 | World Relays               | Chorzów      | 4×200 m     | 4º         | 1'24"89     | Record nazionale                     |

## Altre competizioni internazionali
2018
- Bronzo in Coppa continentale ( Ostrava), 200 m piani - 20"36